# Brigstock Weaver
Brigstock Weaver (auch: Bridstock Weaver; geb. 1686; gest. 1767, fl. 1720–1725) war ein englischer Pirat, der in der Karibik aktiv war. Er ist bekannt für seine Verbindung mit den Piraten Thomas Anstis und Bartholomew Roberts.

## Leben
Weaver war Erster Maat der Mary and Martha, als das Schiff 1720 von Bartholomew Roberts und Montigny la Palisse bei St. Kitts gekapert wurde, die das Schiff verbrannten und die Crew zwangen ihre Articles zu unterschreiben. Roberts kaperte mehrere weitere Schiffe, von denen sie die Besten für sich selbst behielten. Thomas Anstis wurde als Kommandant von dem Ausgangs-Schiff Good Fortune eingesetzt. Weaver schloss sich Anstis als erster Maat an.
Im April 1721 trennte sich Anstis von Roberts und nahm die Good Fortune mit. Bald darauf kaperte Anstis die Morning Star und rüstete sie aus als sein eigenes Schiff Er zwang dann Weaver die Good Fortune. zu befehligen.  Weaver lebte bis 1722 als Pirat und kaperte über fünfzig Schiffe von der Karibik bis nach Neufundland.
Er traf mit Anstis wieder zusammen, als sie ihre Schiffe 1723 kielholten. Dabei wurden sie von einem Piraten jagenden Kriegsschiff an Land entdeckt. Nachdem die Morning Star auf Grund lief und sank zerstreuten sie sich, während Fenn das Kommando der Good Fortune von Weaver übernahm und entkommen konnte. Viele der Piraten wurden gefangen genommen aber Weaver und einige andere flohen in die Wälder; Soldaten fanden Anstis tot auf, der von seinen eigenen erzürnten Männern ermordet worden war.
Weaver konnte an Bord eines Holztransporters zurück nach Bristol, England gelangen. Er war ziemlich abgerissen (“in a very ragged condition”) und bettelte einen alten Bekannten um Hilfe, der ihm einen Raum gab und etwas Geld. Er kaufte neue Kleider und bewegte sich völlig frei, bis er zufällig auf einen Kapitän eines Schiffes traf, bei welchem er unter Anstis bei der Plünderung beteiligt war. Der Kapitän, Joseph Smith, bot an er würde Weaver ziehen lassen, wenn er den Schnaps ersetzen könnt, den er von dem gekaperten Schiff geraubt hatte (etwa 2000 pints  Cider). Weaver konnte das nicht. Er wurde eingesperrt, im Mai 1725 in London zusammen mit anderen (unter anderem John Gow) wegen Piraterie angeklagt und verurteilt zu Hängen.
William Ingram und andere Crewmitglieder, die unter Anstis freiwillig gedient hatten, wurden auch hingerichtet. Weaver’s eigene Zeugenaussage minimierte seine Rolle in den Überfällen und betonte die Tatsache, dass er an Bord gezwungen wurde. Einige Crewmitglieder wie der Schiffsdoktor William Parker (der ebenfalls gefangen und an Bord gezwungen worden war) bestätigten seine Story. Im Juli 1725 begnadigte der Admiralty Court Weaver.